# Joseph Pholien
Joseph Pholien (né le 28 décembre 1884 à Liège et décédé le 4 janvier 1968 à Bruxelles) est un homme d'État belge catholique et un Premier ministre de Belgique.

## Biographie
Joseph Pholien est issu d'une famille liégeoise catholique. Il est le fils de François Pholien, avocat général à la Cour de Cassation, et de Lambertine David. Il se marie à Weert en juin 1914 avec Isabelle Dor, fille d’un industriel wallon de Budel aux Pays-Bas. Le couple aura une fille, Béatrice née en 1915.
Il fait ses études secondaires à l'Institut Saint-Louis à Bruxelles. Docteur en droit à l'Université libre de Bruxelles, il est reçu au barreau de Bruxelles le 28 août 1906.
Lors de la Première Guerre mondiale, il s'engage comme volontaire de guerre en rejoignant l'Angleterre en 1916. Il est fait prisonnier sur le front par les Allemands fin septembre 1918. 
Il reprend ensuite ses fonctions d'avocat au barreau de Bruxelles. Il est élu conseiller communal d'Ixelles de 1926 à 1929.
En 1936, le parti catholique lui offre un siège de sénateur provincial coopté, mandat qui est sans arrêt renouvelé. Il est ministre de la Justice dans le gouvernement Spaak I en 1938-1939.
Au début de la Seconde Guerre mondiale, il rejoint l'armée comme lieutenant de réserve à l'état-major de la 18e division d'infanterie. Il est ainsi associé aux combats de cette division à Mont-Saint-Amand, Tronchiennes et Maldegem. À la suite de la capitulation belge, il est arrêté à trois reprises par les Allemands pendant la guerre en 1941, 1942 et 1943. Menacé d'être assassiné, il est contraint de passer dans la clandestinité.
Après la libération du roi Léopold III en mai 1945, il se rend à Sankt-Wolfgang en Autriche, lieu de sa détention et à la demande expresse du roi, avec Albert Devèze et Paul Van Zeeland. L'entrevue ne dégage pas de solution pour le retour immédiat du roi en Belgique et Léopold III se voit contraint de s'installer en Suisse. En 1946, Joseph Pholien comme son parti est favorable au retour du roi Léopold III en Belgique mais ne refuse pas l'organisation d'une consultation populaire sur cette question.
Il est désigné Premier ministre, chef du gouvernement belge, le 16 août 1950 jusqu'au 15 janvier 1952 en remplacement de Jean Duvieusart. Sa désignation par sa famille politique PSC-CVP est destinée à apaiser les relations entre le gouvernement belge et la famille royale et à mettre un terme à la Question royale. Réputé léopoldiste convaincu et conservateur bon teint, Joseph Pholien tente pendant sa période à la tête du gouvernement de remédier aux tensions au sein de la famille royale entre le roi Léopold III et son frère, le régent Charles de Belgique, ainsi qu'à la méfiance du roi Baudouin Ier, successeur du roi Léopold III, vis-à-vis de la classe politique belge. De même, dans un contexte de tensions croissantes entre le bloc communiste et occidental, la durée du service militaire est portée de un à deux ans par son gouvernement. 
En janvier 1952, Il cède son maroquin à Jean Van Houtte dans le gouvernement duquel il est ministre de la Justice. Il reprend ensuite ses activités d'avocat à la Cour d'appel. Il est sénateur coopté jusqu'au 20 janvier 1961.
À la suite de son décès le 4 janvier 1968, il est inhumé au cimetière d'Ixelles.

## Distinctions
Le 12 juillet 1966, il est nommé ministre d'État par le roi Baudouin Ier. 
Parmi les nombreuses distinctions, il a reçu les décorations suivantes,: 
- Grand-croix de l'ordre de la Couronne (Belgique) ;
- Grand-croix de l'ordre de Léopold II (Belgique) ;
- Grand officier de l'ordre de Léopold (Belgique) ;
- Croix de guerre 40-45 (Belgique) ;
- Médaille du Résistant civil (Belgique) ;
- Commandeur de la Légion d'honneur (France) ;
- Chevalier de l'ordre de l'Empire britannique ;
- Grand-croix de l'ordre de la Couronne de chêne (Luxembourg) ;
- Grand-croix de l'ordre du Mérite civil d'Espagne ;
- Grand-Croix de l'ordre du Mérite de la République italienne.